# جزيرة سيدة الصخور
 سيدة الصخور (بالمونتنغرية:Gospa od Škrpjela) هي واحدة من جزيرتين صغيرتين قبالة ساحل بيراست في خليج كوتور، الجبل الأسود (الجزيرة الأخرى هي جزيرة سفيتي جوراج). هي جزيرة اصطناعية تم إنشاؤها بواسطة تحصين الصخور وإغراق السفن القديمة المحملة بالصخور.  تعتبر الكنيسة الرومانية الكاثوليكية لسيدة الصخور أكبر مبنى على الجزيرة؛ و لديها متحف خاص مرفق بها. يوجد أيضًا متجر هدايا صغير بالقرب من الكنيسة وضوء ملاحة في الطرف الغربي من الجزيرة.
وفقا للأسطورة ، تم صنع الجزيرة على مر القرون من قبل البحارة المحليين الذين احتفظوا بقسم قديم بعد العثور على صورة السيدة العذراء والطفل على الصخرة في البحر في 22 يوليو 1452.  فبعد العودة من كل رحلة ناجحة، وضعوا صخرة في الخليج. و مع مرور الوقت، بدأت الجزيرة تظهر تدريجيًا من البحر.  عادة رمي الحجارة في البحر مستمرة حتى يومنا هذا. ففي كل عام وقت غروب الشمس بتاريخ 22 يوليو، يقوم السكان المحليون بركوب قواربهم لرمي الصخور في البحر، مما يوسع سطح الجزيرة. 
تحتوي الكنيسة على 68 لوحة رسمها تريبو كوكولجا، وهو فنان باروكي شهير من القرن السابع عشر من بيراست. أهم لوحاته و التي يبلغ طولها عشرة أمتار، هي موت العذراء. هناك أيضًا لوحات لفنانين إيطاليين، وأيقونة لسيدة الصخور، رسمها لوفرو دوبريزيفيتش من كوتور.